# آرپاد لندیل
آرپاد لندیل (مجاری: Árpád Lengyel; ۱۱ آوریل ۱۹۱۵ – ۳۰ آوریل ۱۹۹۳) شناگر اهل مجارستان بود.